# 1917 en Lorraine
Chronologie de la Lorraine
- 1913
- 1914
- 1915
- 1916
- 1917
- 1918
- 1919
- 1920
- 1921

Cette page est une liste d'événements qui se sont produits durant l'année 1917 en Lorraine.

## Événements

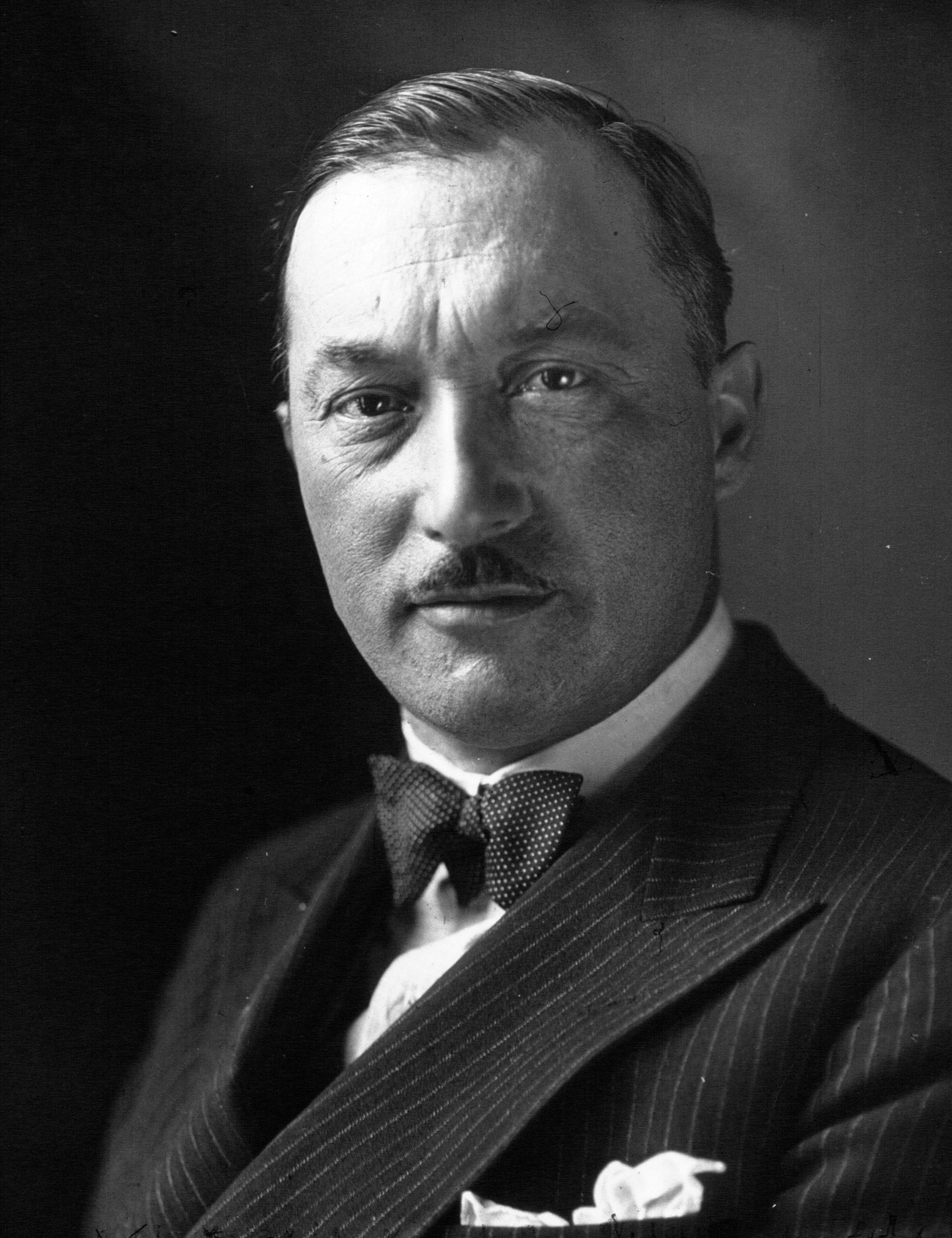
Lucien Bossoutrot en 1932

- L'aviateur Lucien Bossoutrot « est mis aux arrêts par le Général Philippe Pétain pour avoir bombardé le bassin sidérurgique de Briey qui fournit du minerai de fer à l'Allemagne... et à la France. »[1].
- Mise en service du second tronçon de la ligne de chemin de fer d'Audun-le-Tiche à Hussigny-Godbrange entre de Rédange et Hussigny-Godbrange[2].
- Création de l'Association meusienne pour achats en commun, regroupement de consommateurs en coopérative[3].

- 17 janvier : dernier obus tiré par le Gros Max sur Nancy, obusier de 380mm installé par les allemands en 1915 à la gare d'Hampont[4].
- 11 février : l’Université de Nancy ferme ses portes compte tenu des bombardements[5].
- 10 juillet : les premiers soldats américains arrivent dans le sud de la Meuse[6]
- 20-24 août : offensive française à Verdun[7].

## Naissances
- Karl Franke (1917-1996), né à Metz, sculpteur allemand contemporain.
- 4 mars à Gorcy : Charles Davin, mort le 10 juillet 2000 à l'âge de 83 ans), footballeur français qui évoluait au poste de gardien de but.
- 29 mars à Pange : Jean de Pange (mort le 6 octobre 1999 à Pange (Moselle)), aviateur français ayant combattu avec la Résistance dans les FAFL notamment en URSS au sein de l’escadron Normandie-Niemen (FAFL).
- 18 mai à Bar-le-Duc : Gaston Lucien Eugène Floquet, mort le 16 avril 2001 à Mamers (Sarthe), artiste plasticien et un traducteur français.
- 6 juillet à Châtel-sur-Moselle : Jean Grandidier, mort le 15 octobre 2004 à Nancy, footballeur français des années 1930 et 1940. Il a connu une brève carrière d'entraîneur.
- 6 août près de Longwy : Raymond Picard, universitaire français décédé le 5 septembre 1975 à Bligny[8],[9].
- 22 septembre à Bayon : Paul Schmidt, dit Kim, alias Dominique, mort le 30 juillet 1983 à Penvénan (Côtes-du-Nord)[10], agent des services spéciaux de la France libre. Il organise les parachutages, et devient le chef national du Bureau des Opérations Aériennes. Il est compagnon de la Libération.

## Décès

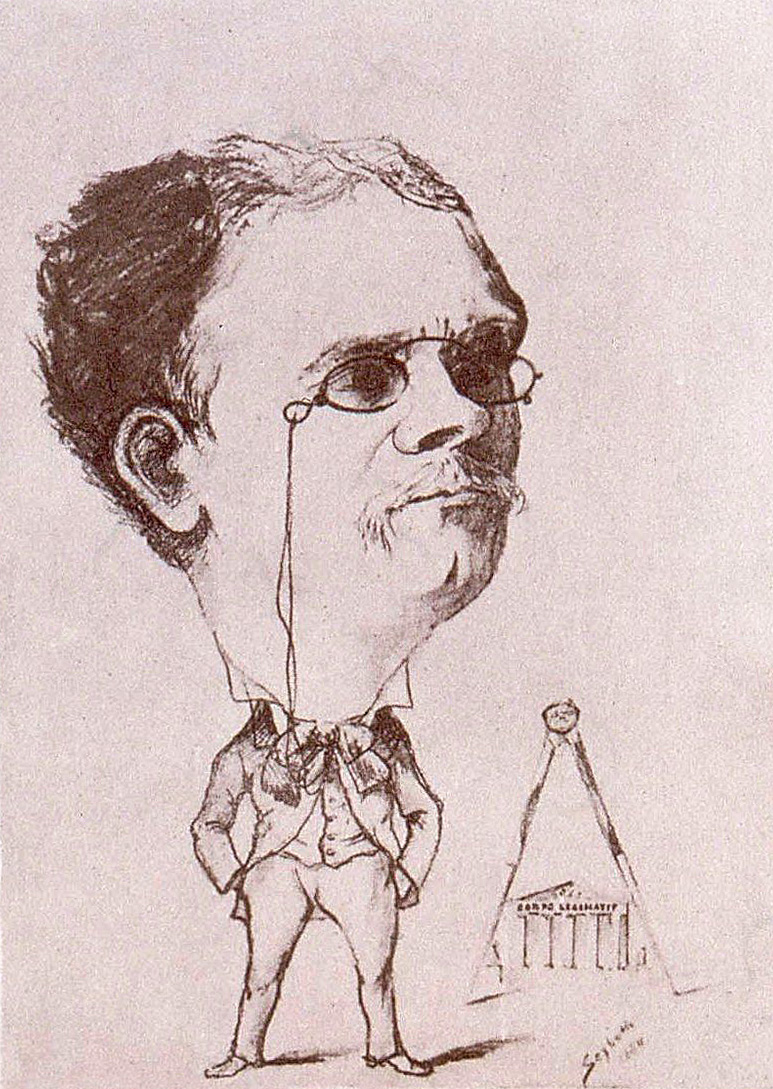
Paul Friesé

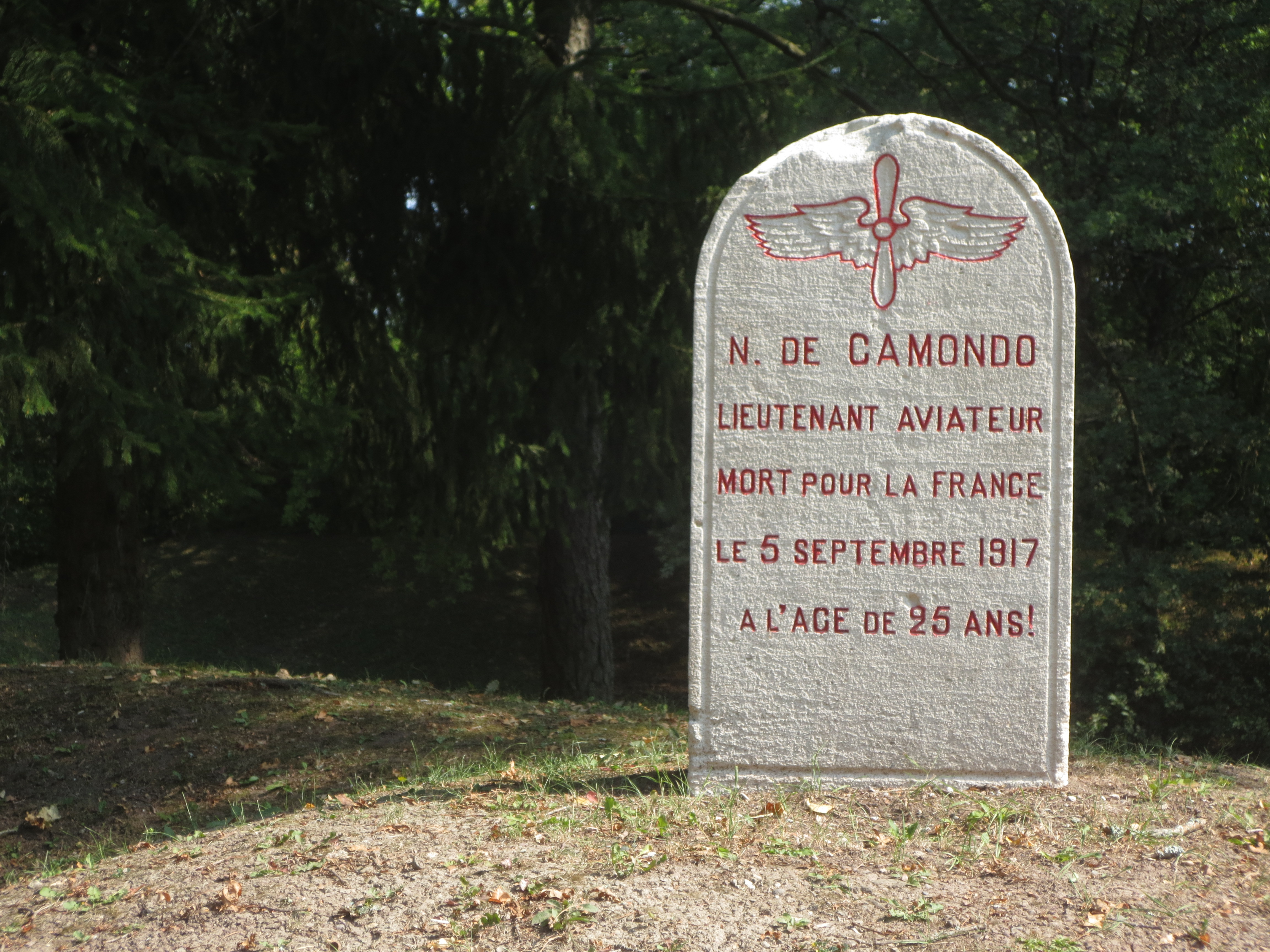
Site des entonnoirs de Leintrey - Stèle en mémoire de Nissim de Camondo.

- à Dommartemont : René Toussaint Joseph Nicklès (né à Nancy le 23 mai 1859) géologue français. Il est à l'origine, en 1902, de sondages qui ont permis de découvrir de nouveaux gisements de Houille en Lorraine. Il fonde en 1908 l’Institut de géologie appliquée de Nancy, devenu aujourd'hui l'École nationale supérieure de géologie (ENSG).
- 15 février à Kœur-la-Grande[11] : Marcel Hauss, as de l'aviation français pendant la Première Guerre mondiale[12]. Il est crédité de cinq victoires. Il naît le 31 juillet 1890 à Paris[13].
- 11 mars, mort pour la France à Louvemont-Côte-du-Poivre[14]: Joseph Lhoste, homme politique français né le 5 mars 1876 à Meaux (Seine-et-Marne)[15].
- 21 avril à Troyon (Meuse), mort au front : Paul Émile Friesé (ou Friésé), architecte français, né à Strasbourg le 12 avril 1851.
- 25 avril à Souilly : le lieutenant Jacques Goüin, aviateur français abattu en vol durant la Première Guerre mondiale, né à Saint-Fiacre-sur-Maine le 18 août 1887.
- 18 juin à Nancy : Léopold Poiré, photographe et un graveur français né à Metz le 23 juin 1879 .
- 28 juin à Esnes-en-Argonne : Pierre Lancrenon, né à Dijon en 1880, militaire de l'artillerie coloniale française, ayant mené des missions d’exploration en Afrique centrale au début du XXe siècle et ayant combattu en France durant la Première Guerre mondiale.
- 14 juillet à Toul : Octave Lapize, né le 24 octobre 1887 dans le 14e arrondissement de Paris , cycliste français. Professionnel de 1909 à 1914, il est considéré comme l'un des plus grands coureurs de sa génération et possède un riche palmarès. Vainqueur du Tour de France 1910, qui traverse pour la première fois les Pyrénées, il compte également six victoires d'étape dans l'épreuve. Il remporte trois victoires consécutives sur Paris-Roubaix, devenant le premier coureur à réussir cette performance, ainsi que trois titres de champion de France, trois succès sur Paris-Bruxelles et une victoire sur Paris-Tours.
- 17 août dans le bois de Bourrus près de Verdun[16] : Albert-Paul Granier, né le 3 septembre 1888 au Croisic, poète français.
- 24 août à Verdun : Léon Dufrène, né le 27 mai 1880 à Paris,sculpteur français.
- 28 août à la Ferme-de-Mormont, Louvemont-Côte-du-Poivre, près de Verdun : Marc Giacardy, né le 15 février 1881 à Bordeaux , joueur français de rugby à XV ayant occupé le poste de pilier gauche (surtout) ou de demi d'ouverture, plus rarement ceux de talonneur ou de deuxième ligne, aux première heures de la vie de club du Stade bordelais.
- 5 septembre :
  - à Leintrey : Nissim de Camondo, né le 23 août 1892 à Boulogne-sur-Seine[17] (Seine), banquier et aviateur français, qui périt au cours de la Première Guerre mondiale. Grâce à un legs de son père, un musée parisien consacré aux arts décoratifs porte son nom depuis 1936.
  - à Vadelaincourt (Meuse) : Jules Ruff (né le 30 octobre 1862, Fegersheim (Bas-Rhin)), rabbin français, rabbin de Verdun, aumônier militaire israélite de la région fortifiée de Verdun, tombé au champ d'honneur pendant le bombardement de Vadelaincourt.
- 11 octobre  à Avocourt : Georges Challe, né le 17 janvier 1864 à Nantes (Loire-Atlantique), officier général français.